# ジョナサン・ラウゲル
ジョナサン・ラウゲル（Jonathan Laugel、1993年1月30日 - ）は、フランスのラグビー選手。

## プロフィール
- フランス・モンモランシー出身[1]。
- ポジションはセンター(CTB)。
- 身長 194cm、体重 100kg
- U20フランス代表に選ばれたことがある[2]。

## 略歴
2016年、リオ五輪の7人制フランス代表に選ばれた。